# 布拉迪预防枪支暴力运动
布拉迪預防槍枝暴力運動（英語：Brady Campaign）是一個位於美國的非營利組織，倡導槍枝管制和反對槍支暴力。它以前白宮新聞秘書詹姆士·布拉迪和他的妻子莎拉·布拉迪的名字命名。詹姆斯·布拉迪因1981年雷根遇刺案導致終身殘疾，後來於2014年去世。
布拉迪預防槍枝暴力運動成立於1974年，前身是國家手槍管制委員會。2001年，它更名為“布拉迪預防槍支暴力運動”，其姊妹項目“預防手槍暴力中心”也更名為“布拉迪預防槍支暴力中心”。2019年2月，即《布迪法案》實施25週年之際，該非營利組織更名為布拉迪。

## 歷史
1974年，約翰·霍普金斯大學畢業生、武裝搶劫受害者馬克·鮑林斯基成立了國家手槍管制委員會。1978年，共和黨員皮特·希爾茲因他23歲的兒子被謀殺而加入國家手槍管制委員會擔任主席。1980年，國家手槍管制委員會更名為手槍控制公司，並與全國禁止手槍聯盟合作。這段合作關係並沒有持續多久；全國禁止手槍聯盟於1990年更名為制止槍支暴力聯盟。:111–112
到1981年，手槍控制公司的會員數量已超過10萬名。1983年，預防手槍暴力中心成立，作為手槍控制公司的姊妹項目。1989年，預防手槍暴力中心開始提供法律訴訟服務。
2001年，手槍控制公司更名為布拉迪預防槍支暴力運動，預防手槍暴力中心更名為布拉迪預防槍支暴力中心。